# Michele Cremonesi
Michele Cremonesi (Cremona, 15 aprile 1988) è un ex calciatore italiano, di ruolo difensore, vice allenatore della Pergolettese.

## Biografia
Sposato con Valeria, ha due figli, Riccardo, nato nel 2017, e Tommaso, nato nel 2020.

## Caratteristiche tecniche
Cremonesi è un difensore centrale capace di giocare sia nella difesa a 3 che nella difesa a 4. In caso di difesa a 3 predilige il lato mancino, ma può disimpegnarsi anche negli altri ruoli. In caso di necessità può essere schierato anche come terzino.

## Carriera

### Giocatore

#### Club

##### I primi anni alla Cremonese
Inizia a giocare nel settore giovanile della squadra della sua città natale, la Cremonese, a partire dalla categoria Esordienti. Con i grigiorossi nella stagione 2005-2006 esordisce nel calcio professionistico il 1º aprile 2006, nella partita casalinga pareggiata 1-1 contro il Bari, totalizzando a fine stagione 6 presenze nel campionato di Serie B, torneo che i grigiorossi concludono con la retrocessione in Serie C1.
Rimasto a Cremona dopo la retrocessione, nella stagione 2006-2007 trova più spazio totalizzando 18 presenze in terza serie, con una rete, la sua prima tra i professionisti, nella gara contro il Sassuolo vinta dai grigiorossi per 1-0, oltre a due presenze in Coppa Italia. All'inizio dell'annata 2007-2008, nella sfida di Coppa Italia Serie C contro il Novara subisce un infortunio al ginocchio che lo tiene fermo per l'intera stagione, nella quale la formazione lombarda raggiunge la finale play-off per la promozione in Serie B.
Ripresosi dall'infortunio, ritorna in campo il 10 agosto 2008, nella prima gara ufficiale della stagione 2008-2009, il primo turno di Coppa Italia  nel quale la Cremonese supera 1-0 la Reggiana. A fine stagione totalizza 20 presenze in campionato e raggiunge con i compagni la finale di Coppa Italia Lega Pro, in cui scende in campo sia nella gara di andata sia nella gara di ritorno, culminate con la sconfitta dei lombardi e la vittoria del torneo da parte del Sorrento.
Nella stagione 2009-2010, oltre ad un'altra presenza in Coppa Italia, gioca 18 incontri in campionato, competizione nella quale la Cremonese chiude terza in classifica qualificandosi per i play-off nei quali Cremonesi gioca tutte e 4 le partite, culminate con la sconfitta in finale contro il Varese.
Nella stagione 2010-2011 mantiene il posto da titolare conquistato nell'annata precedente dopo gli infortuni, giocando una partita in Coppa Italia e 26 partite in Prima Divisione. Nella stagione successiva scende in campo 6 volte tra campionato e Coppa Italia Lega Pro a causa della rottura nel mese di ottobre del legamento crociato anteriore del ginocchio sinistro, infortunio che lo costringe ad un lungo stop, terminato con il suo ritorno in campo nella prima gara ufficiale della stagione 2012-2013, il primo turno di Coppa Italia nel quale i grigiorossi superano per 4-0 il Chieri; a questa presenza si aggiungono 22 apparizioni in campionato, condite da 2 reti, nonché una presenza, con una rete in Coppa Italia Lega Pro.

##### Crotone, SPAL ed Entella

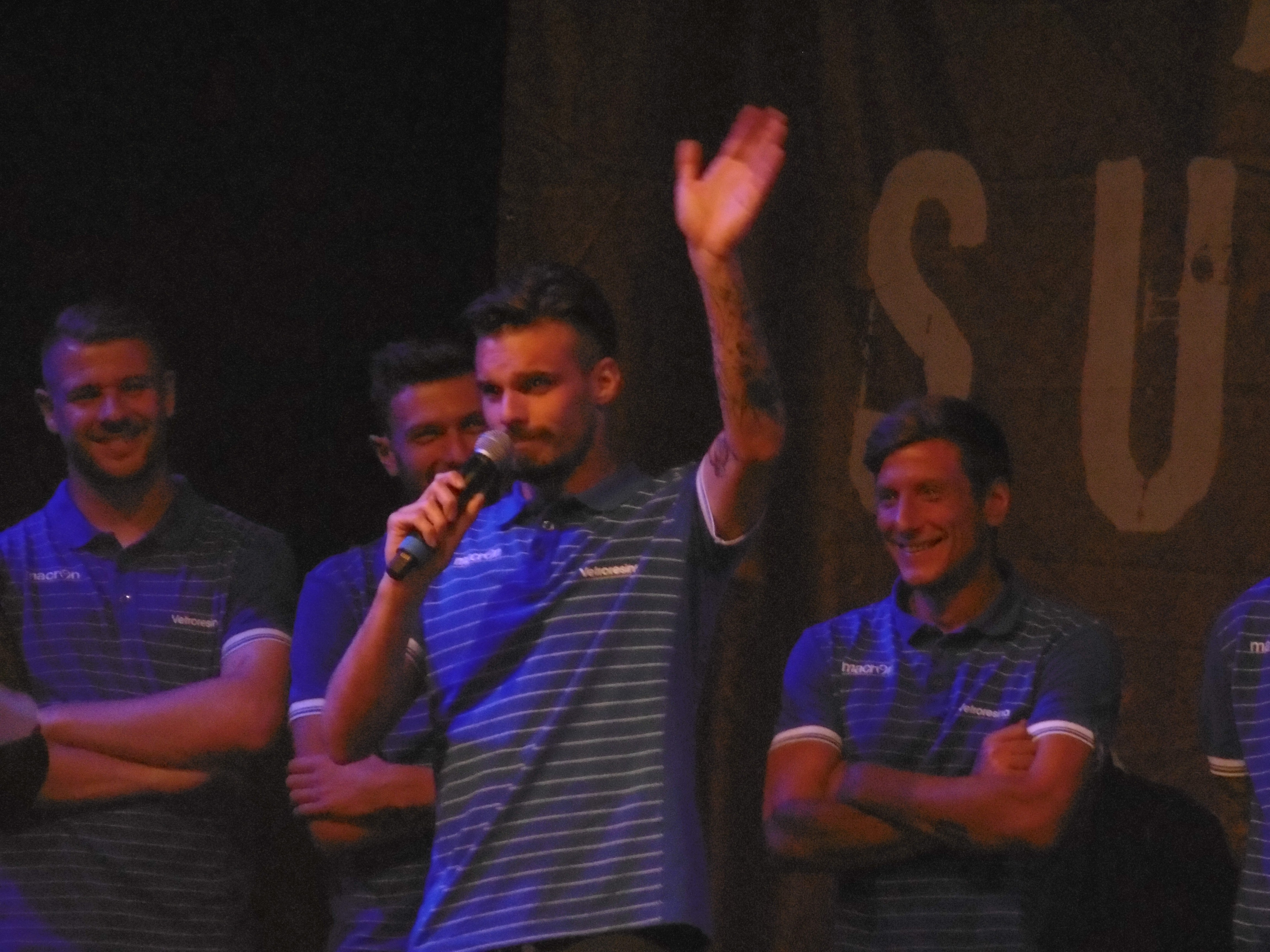
Michele Cremonesi durante la presentazione della nell'agosto 2017.

L'11 luglio 2013 firma con il Crotone, società militante in Serie B. Dopo una prima stagione in cui trova spazio, a partire dalla stagione 2014-2015, anche a causa di alcuni infortuni, viene superato nelle gerarchie interne degli allenatori Massimo Drago e Ivan Juric dal compagno Gian Marco Ferrari, che inizialmente doveva fargli da riserva. Nella stagione 2015-2016, pur non venendo impiegato con grande continuità, contribuisce alla promozione dei calabresi in Serie A.
Il 25 luglio 2016, dopo un totale di 55 presenze con la maglia dei pitagorici, si trasferisce a titolo definitivo alla SPAL, compagine militante nel campionato di Serie B, con la quale firma un contratto biennale. Il 4 settembre successivo, nella partita interna vinta per 3-0 contro il Vicenza sigla la sua prima rete in carriera in Serie B, nonché suo primo gol in assoluto con i ferraresi. Cremonesi riesce in breve tempo a guadagnare la titolarità come centrale difensivo di destra nella squadra che vince il campionato conquistando la promozione in Serie A, la seconda consecutiva per Cremonesi. Il 20 agosto seguente, subentrando nel secondo tempo a Marios Oikonomou, fa il suo esordio in Serie A nella trasferta di Roma contro la Lazio.
Dopo 5 presenze complessive nel massimo campionato italiano, di cui 4 da titolare, il 31 gennaio 2018 viene ceduto in prestito fino al termine della stagione alla Virtus Entella, tornando così a giocare nella serie cadetta. Nel corso dell'esperienza con i liguri, culminata con la retrocessione in Serie C ai play-out e nella quale disputa complessivamente 15 gare, taglia il traguardo delle 100 presenze in Serie B.

##### Perugia e Venezia
Rientrato alla SPAL, il 14 agosto 2018 viene ceduto, sempre in prestito, al Perugia, altra compagine militante in Serie B. Sotto la guida tecnica di Alessandro Nesta Cremonesi riesce a conquistare un posto da titolare nello schieramento umbro, venendo poi frenato nella seconda parte di stagione, anche a causa di alcuni infortuni e chiudendo la stagione con 18 presenze.
Tornato in Emilia, il 23 luglio 2019 viene ingaggiato a titolo definitivo dal Venezia con cui firma un contratto biennale. L'esperienza con i lagunari inizia da titolare, per poi perdere il posto a favore di Nicolò Casale. Rimasto a Venezia anche per la stagione 2021-2022 come quarto difensore centrale in rosa, viene utilizzato pochissimo, contribuendo comunque alla conquista della promozione in Serie A, la terza per Cremonesi, avvenuta tramite i play-off nei quali Cremonesi scende in campo da subentrante nelle gare di finale contro il Cittadella.

##### Il ritorno in Serie C: Reggiana e Fiorenzuola
Dopo essere rimasto svincolato nell'estate del 2021, nel mese di novembre si accasa alla Reggiana, squadra militante in Serie C in sostituzione dell'infortunato Rozzio. Con i granata si conquista il posto da titolare dimostrando anche una certa verve in fase realizzativa con 6 gol complessivi tra regular season e play-off, alla media di un gol ogni poco più di due partite giocate, tra cui una doppietta, la prima in carriera, nella sfida casalinga vinta per 5-0 contro il Teramo.
Confermato anche per la stagione 2022-2023, vive una stagione condizionata da diversi problemi di natura muscolari che, specialmente nella seconda parte di annata, limitano fortemente le sue apparizioni in campo nella squadra che vince il campionato conquistando la promozione in Serie B. A fine stagione rimane svincolato dopo la scadenza del contratto lasciando così i granata dopo 28 presenze e 7 reti.
L'11 ottobre 2023 si accasa al Fiorenzuola, squadra militante in Serie C. Frenato inizialmente da alcuni infortuni, debutta con i rossoneri l'8 dicembre 2023 nella partita pareggiata per 0-0 contro l'Arzignano. A partire dal mese di gennaio, con il ritorno di Luca Tabbiani alla guida dei piacentini, viene designato capitano. Il successivo 10 febbraio, nella sfida casalinga pareggiata per 3-3 contro la Pro Vercelli, realizza la sua prima rete per la formazione valdardese. Condizionato anche nel girone di ritorno da alcuni problemi fisici, conclude la stagione con 10 presenze e una rete in campionato, a cui si aggiungono due presenze nei play-out che sanciscono la retrocessione in Serie D dei piacentini. Al termine della stagione rimane poi svincolato.

#### Nazionale
Cremonesi vanta diverse presenze con le nazionali giovanili italiane dall'Under-15 all'Under-20 collezionate tra il 2003 e il 2007, durante la sua militanza alla Cremonese.
Tra il 2009 e il 2010, pur militando in Prima Divisione, ha ricevuto diverse convocazioni dalla nazionale Under-21 allenata da Pierluigi Casiraghi, senza però scendere mai in campo, anche a causa della forte concorrenza interna nel ruolo con Angelo Ogbonna, Lorenzo Ariaudo, Gabriele Angella e Giuseppe Bellusci.

### Allenatore
Nel novembre del 2024 annuncia il suo ritiro dal calcio giocato, diventando contestualmente il vice di Giacomo Curioni sulla panchina della Pergolettese, club di Serie C.

## Statistiche

### Presenze e reti nei club
| Stagione         | Squadra          | Campionato       | Campionato | Campionato | Coppe nazionali | Coppe nazionali | Coppe nazionali | Coppe continentali | Coppe continentali | Coppe continentali | Altre coppe | Altre coppe | Altre coppe | Totale | Totale |
| Stagione         | Squadra          | Comp             | Pres       | Reti       | Comp            | Pres            | Reti            | Comp               | Pres               | Reti               | Comp        | Pres        | Reti        | Pres   | Reti   |
| ---------------- | ---------------- | ---------------- | ---------- | ---------- | --------------- | --------------- | --------------- | ------------------ | ------------------ | ------------------ | ----------- | ----------- | ----------- | ------ | ------ |
| 2005-2006        | Cremonese        | B                | 6          | 0          | CI              | 0               | 0               | -                  | -                  | -                  | -           | -           | -           | 6      | 0      |
| 2006-2007        | Cremonese        | C1               | 18         | 1          | CI+CI-C         | 2+0             | 0               | -                  | -                  | -                  | -           | -           | -           | 20     | 1      |
| 2007-2008        | Cremonese        | C1               | 0          | 0          | CI-C            | 1               | 0               | -                  | -                  | -                  | -           | -           | -           | 1      | 0      |
| 2008-2009        | Cremonese        | 1D               | 20         | 1          | CI+CI-LP        | 1+8             | 0               | -                  | -                  | -                  | -           | -           | -           | 29     | 1      |
| 2009-2010        | Cremonese        | 1D               | 18+4       | 2          | CI+CI-LP        | 1+1             | 0               | -                  | -                  | -                  | -           | -           | -           | 24     | 2      |
| 2010-2011        | Cremonese        | 1D               | 26         | 0          | CI+CI-LP        | 1+1             | 0               | -                  | -                  | -                  | -           | -           | -           | 28     | 0      |
| 2011-2012        | Cremonese        | 1D               | 4          | 0          | CI-LP           | 2               | 0               | -                  | -                  | -                  | -           | -           | -           | 6      | 0      |
| 2012-2013        | Cremonese        | 1D               | 22         | 2          | CI+CI-LP        | 1+1             | 0+1             | -                  | -                  | -                  | -           | -           | -           | 24     | 3      |
| Totale Cremonese | Totale Cremonese | Totale Cremonese | 114+4      | 6          |                 | 20              | 1               |                    | -                  | -                  |             | -           | -           | 138    | 7      |
| 2013-2014        | Crotone          | B                | 22+1       | 0          | CI              | 2               | 0               | -                  | -                  | -                  | -           | -           | -           | 25     | 0      |
| 2014-2015        | Crotone          | B                | 16         | 0          | CI              | 0               | 0               | -                  | -                  | -                  | -           | -           | -           | 16     | 0      |
| 2015-2016        | Crotone          | B                | 13         | 0          | CI              | 1               | 0               | -                  | -                  | -                  | -           | -           | -           | 14     | 0      |
| Totale Crotone   | Totale Crotone   | Totale Crotone   | 51+1       | 0          |                 | 3               | 0               |                    | -                  | -                  |             | -           | -           | 55     | 0      |
| 2016-2017        | SPAL             | B                | 29         | 2          | CI              | 2               | 0               | -                  | -                  | -                  | -           | -           | -           | 31     | 2      |
| 2017-gen. 2018   | SPAL             | A                | 5          | 0          | CI              | 2               | 0               | -                  | -                  | -                  | -           | -           | -           | 7      | 0      |
| Totale SPAL      | Totale SPAL      | Totale SPAL      | 34         | 2          |                 | 4               | 0               |                    | -                  | -                  |             | -           | -           | 38     | 2      |
| gen.-giu. 2018   | Virtus Entella   | B                | 13+2       | 0          | CI              | 0               | 0               | -                  | -                  | -                  | -           | -           | -           | 15     | 0      |
| 2018-2019        | Perugia          | B                | 18         | 0          | CI              | 0               | 0               | -                  | -                  | -                  | -           | -           | -           | 18     | 0      |
| 2019-2020        | Venezia          | B                | 18         | 0          | CI              | 2               | 0               | -                  | -                  | -                  | -           | -           | -           | 20     | 0      |
| 2020-2021        | Venezia          | B                | 5+3        | 0          | CI              | 2               | 0               | -                  | -                  | -                  | -           | -           | -           | 10     | 0      |
| Totale Venezia   | Totale Venezia   | Totale Venezia   | 23+3       | 0          |                 | 4               | 0               |                    | -                  | -                  |             | -           | -           | 30     | 0      |
| nov. 2021-2022   | Reggiana         | C                | 13+2       | 5+1        | CI-C            | -               | -               | -                  | -                  | -                  | -           | -           | -           | 15     | 6      |
| 2022-2023        | Reggiana         | C                | 12         | 1          | CI-C            | 0               | 0               | -                  | -                  | -                  | SC-C        | 1           | 0           | 13     | 1      |
| Totale Reggiana  | Totale Reggiana  | Totale Reggiana  | 25+2       | 6+1        |                 | 0               | 0               |                    | -                  | -                  |             | 1           | 0           | 28     | 7      |
| 2023-2024        | Fiorenzuola      | C                | 10+2       | 1          | CI-C            | -               | -               | -                  | -                  | -                  | -           | -           | -           | 12     | 1      |
| Totale carriera  | Totale carriera  | Totale carriera  | 302        | 16         |                 | 31              | 1               |                    | -                  | -                  |             | 1           | 0           | 334    | 17     |

## Palmarès

### Club

#### Competizioni nazionali
- Campionato italiano di Serie B: 1

SPAL: 2016-2017
- Serie C: 1

Reggiana: 2022-2023 (girone B)